# Prötzel
Prötzel település Németországban, azon belül Brandenburgban. Lakosainak száma 1089 fő (2023. december 31.).

## Népesség
A település népességének változása:
| Lakosok száma | 1002 | 1003 | 1060 | 1075 | 1089 |
|               | 2017 | 2019 | 2021 | 2022 | 2023 |